# Теклімисль
Теклімисль (пол. Teklimyśl, нім. Wiesengrund) — село в Польщі, у гміні Кшивінь Косцянського повіту Великопольського воєводства.
Населення — 45 осіб (2011).
У 1975-1998 роках село належало до Лешненського воєводства.

## Демографія
Демографічна структура станом на 31 березня 2011 року:
|          | Загалом | Допрацездатний вік | Працездатний вік | Постпрацездатний вік |
| -------- | ------- | ------------------ | ---------------- | -------------------- |
| Чоловіки | 22      | 4                  | 16               | 2                    |
| Жінки    | 23      | 4                  | 15               | 4                    |
| Разом    | 45      | 8                  | 31               | 6                    |